# Canti randagi
Canti randagi - canzoni di Fabrizio De André è una raccolta di brani di Fabrizio De André, reinterpretati da alcuni artisti legati alla musica popolare e tradizionale.
Ogni interprete e gruppo ha tradotto una canzone di De André utilizzando il proprio dialetto o la propria lingua, riarrangiando anche le musiche.

## Tracce
1. Bocca di Rosa (Napoletano) (Peppe Barra)
2. Coa de Lop (Nizzardo) (Tesi/Vaillant)
3. Remin (Romagnolo) (Bevano Est)
4. S'i' fosse foco (Toscano) (Mediterraneo)
5. Cjiant dal pastor (Friulano) (La Sedon Salvadie)
6. Cansun del Mag (Lombardo) (Barabàn)
7. Sas tres mamas (Sardo) (Elena Ledda & Sonos)
8. Vira la carta (Piemontese) (La Ciapa Rusa)
9. Giugnu '73 (Calabrese) (Re Niliu)
10. Via do campo (Genovese) (I suonatori delle quattro province)
11. The beggar (Inglese) (Allan Taylor)